# Gertrude de Dabo
Gertrude de Dabo o in tedesco Dagsburg (1190 o maggio 1205 – 30 marzo 1225) è stata la figlia ed ereditiera di Alberto II, conte di Metz e di Dabo, e troviera. Si sposò tre volte.

## Origine
Secondo la Chronica Albrici Monachi Trium Fontium, Gertrude era l'unica figlia di Alberto II di Dabo-Moha (Albertus comes Dasburgensis et domnus de Musal reliquens parvulam filiam et elegantem, Gertrudem nomine) e di Gertrude di Baden, che secondo la Historia Zaringo Badensis, Tomus primus era 
figlia di Ermanno IV, margravio di Baden.

Alberto II di Dabo-Moha era figlio di Ugo conte di Dagsburg e Metz e di Luitgarda, vedova di Goffredo II di Lovanio, come ci confermano le Lettres tirées des chartes de Brabant.

## Biografia
Gertrude, che porta il nome della madre, secondo la Fédération des Sociétés d’Histoire et d’Archéologie d’Alsace nacque nel 1205 (o non oltre la metà del 1206), quando sua madre avrebbe avuto allora 52 anni, mentre secondo lo storico, Georges Poull, nel suo La Maison ducale de Lorraine (non consultato), suggerisce che Gertrude sia nata nell'ultima decade del XII secolo, proprio riferendosi all'età della madre.
Gertrude, secondo la Chronica Albrici Monachi Trium Fontium, divenne contessa alla morte di suo padre, Alberto II di Dabo-Moha, nel 1211 (Obiit Albertus comes Dasburgensis et domnus de Musal reliquens parvulam filiam et elegantem, Gertrudem nomine), in quanto i suoi due fratelli maschi si erano uccisi a vicenda durante un torneo, nel 1201 e secondo la Vitæ Odiliæ Liber III De Triumpho Sancti Lamberti in Steppes 1 Gertrude fu data in moglie all'erede del duca di Lorena, Tebaldo, al quale era stata promessa in matrimonio, nel 1204, che, secondo la Genealogica ex Stirpe Sancti Arnulfi descendentium Mettensis, era il figlio maschio primogenito del Duca di Lorena, Federico II e della moglie, Agnese di Bar. 

Il matrimonio, secondo la Histoire ecclesiastique et civile de Lorraine etc, Volume 2 fu celebrato a Colmar, nel 1214, alla presenza di Federico II di Svevia.

Suo marito, Teobaldo, ancora secondo la Chronica Albrici Monachi Trium Fontium, era divenuto Teobaldo I, duca di Lorena, nel (1213), alla morte del padre, Federico II di Lorena. 

A seguito del suo matrimonio con Gertrude, suo marito, Teobaldo I prese a carico la gestione della sua eredità, ma morì all'inizio dell'anno 1220 senza lasciare discendenza, come riporta la Chronica Albrici Monachi Trium Fontium; nel 1216, nella guerra di successione di Champagne Teobaldo I si era schierato a favore di Erardo I di Brienne contro Tebaldo IV di Champagne, che era a sua volta supportato da Filippo II di Francia, Federico II di Svevia e da Enrico II di Bar e quindi alleato di Ottone IV contro Federico II.
Le ostilità tra Teobaldo I e Federico II non cessarono e quando Teobaldo morì nel 1220, avvelenato da una prostituta, corse voce che ad ispirare il delitto fosse stato Federico II; anche la Chronica Senoniensis III, XXIII, Spicilegium II (non consultato), avvalora la tesi che l'avvelenamento da parte di una prostituta fosse stato ispirato da Federico II.
A Teobaldo I succedette il fratello, il secondogenito, Mattia, come Mattia II di Lorena, come riporta la Genealogica ex Stirpe Sancti Arnulfi.
Nel maggio del 1220, contro le intenzioni dell'imperatore Federico II, Gertrude, come riporta il Richeri Gesta Senoniensis Ecclesiæ IV, divenendo contessa di Champagne, sposò il giovane Tebaldo IV di Champagne, che, secondo Les chansons de Thibaut de Champagne, roi de Navarre. Édition critique publiée par A. Wallensköld era l'unico figlio maschio del conte di Champagne, Tebaldo III e di Bianca di Navarra. 

Nel 1222 Tebaldo IV la ripudiò per sterilità, secondo il Richeri Gesta Senoniensis Ecclesiæ IV, mentre    riporta che fu per consanguineità. 
Nel 1224, Gertrude si sposò per la terza volta, con Simone, erede della contea di Linange, che  prese a carico la gestione delle proprietà di Gertrude, come riporta il Chronicon Ebersheimense; Simone era figlio di Federicoo II, discendente dai conti di Saarbrücken.
Gertrude morì nel 1225, senza lasciare alcuna discendenza, come riporta Alberico delle Tre Fontane.
e venne sepolta nell'abbazia di Sturzelbronn, mentre suo marito ereditò solo una parte della contea a seguito della guerra di successione di Dabo.
Gertrude è probabilmente la duchessa di Lorena che ha composto due poesie liriche in lingua francese antica. Una delle due, Un petit devant le jour, si trova in fonti multiple, alcune accompagnate da notazione musicale. L'altra si trova solo nel manoscritto CH-BEsu MS 389, con il titolo Un petit devant, recanti rispettivamente i numeri R1640 e R1995.

### Fonti primarie
- (LA)  Monumenta Germaniae Historica, Scriptores, tomus XXIII.
- (LA)  Monumenta Germaniae Historica, Scriptores, tomus XXV.
- (LA)  #ES Historia Zaringo Badensis, Tomus quintus.
- (FR)  #ES Histoire ecclesiastique et civile de Lorraine etc, Volume 2.
- (FR)  #ES Les chansons de Thibaut de Champagne, roi de Navarre.

### Letteratura storiografica
- Austin Lane Poole, Filippo di Svevia e Ottone IV, cap. II, vol. V (Il trionfo del papato elo sviluppo comunale) della Storia del Mondo Medievale, 1999, pp. 54–93.